# Achtung Baby
| 총 점수                       | 총 점수       |
| 출처                          | 점수          |
| ----------------------------- | ------------- |
| 메타크리틱                    | 93/100 (2011) |
| 평가 점수                     |               |
| 출처                          | 점수          |
| AllMusic                      | [ 2 ]         |
| The A.V. Club                 | A             |
| Encyclopedia of Popular Music | [ 4 ]         |
| Entertainment Weekly          | A             |
| Mojo                          | [ 6 ]         |
| Pitchfork                     | 9.5/10        |
| Q                             | [ 8 ]         |
| The Rolling Stone Album Guide | [ 9 ]         |
| Spin Alternative Record Guide | 10/10         |
| Uncut                         | 8/10          |

《Achtung Baby》는 아일랜드의 록 밴드 U2의 일곱 번째 스튜디오 음반이다. 프로듀싱은 다니엘 라누아와 브라이언 이노가 맡았고, 1991년 11월 18일, 아일랜드 레코드에 공개되었다. 1988년 발매된 《Rattle and Hum》에 대한 비난에 시달린 U2는 그들의 음악적 방향을 얼터너티브 록, 인더스트리얼 음악, 일렉트로닉 댄스 뮤직에서 나오는 영향들을 그들의 사운드로 통합시켰다. 신학적으로, 《Achtung Baby》는 더 어둡고, 더 자기성찰적이고, 때로는 이전 작품보다 더 경솔하다. 이 음반과 그 이후의 멀티미디어 집약적 Zoo TV Tour는 이 그룹의 1990년대 재창조에서 중심이었고, 그들은 그들의 진지한 대중적 이미지를 버리고 좀 더 가볍고 자기 비하적인 이미지를 얻었다.
U2는 독일의 재통일으로부터 영감을 받아 1990년 10월, 베를린 한사 스튜디오에서 《Achtung Baby》를 녹음하기 시작했다. 그 밴드가 음악적 방향과 그들의 재료의 질을 놓고 논쟁을 벌였기 때문에 그 세션은 갈등으로 가득 찼다. 긴장과 느린 진행이 이 그룹을 해산시킬 뻔한 후, 그들은 〈One〉이라는 곡의 즉흥적인 글자로 돌파구를 마련했다. 모랄과 생산성은 1991년에 음반이 완성된 더블린에서 후속 녹음 세션 동안 향상되었다. 대중들의 밴드와 그들의 음악에 대한 기대를 혼란시키기 위해 U2는 이 음반의 우스꽝스러운 제목과 화려한 색상의 멀티이미지 슬리브를 선택했다.
《Achtung Baby》는 U2에서 가장 성공적인 음반 중 하나이다. 이 음반은 좋은 평가를 받았고 미국 빌보드 200에서 1위로 데뷔했으며 다른 많은 나라에서도 1위를 했다. 다섯 곡이 상업용 싱글로 발표되었는데, 모두 〈One〉, 〈Mysterious Ways〉, 〈The Fly〉를 포함한 차트 성공이었다. 이 음반은 전세계적으로 1,800만장이 팔렸고 1993년 듀오나 그룹이 보컬과 함께한 최우수 록 퍼포먼스로 그래미 어워드를 수상했다. 《Achtung Baby》는 그 후 작가와 음악 평론가들로부터 역대 최고의 음반 중 하나로 찬사를 받았고, 2011년 10월 오리지널 발매 20주년을 기념해 재발매됐다.

## 배경
1987년 U2의 음반 《The Joshua Tree》와 The Joshua Tree Tour가 비평가들의 호평과 상업적 성공을 가져온 후, 그들의 1988년 음반과 영화 《Rattle and Hum》은 비판적 반발을 촉발시켰다. 비록 이 음반은 1,400만 장 팔렸고 음악 차트에서 좋은 성적을 거두었지만, 비평가들은 이 음반과 이 영화에 대해 경멸했고, 이 밴드의 초기 미국 음악에 대한 탐구를 "멋진" 그리고 "오도되고 폭팔적인" 것으로 묘사했다. U2의 높은 노출과 지나치게 심각하다는 평판은 거만함과 독선이라는 비난을 초래했다.

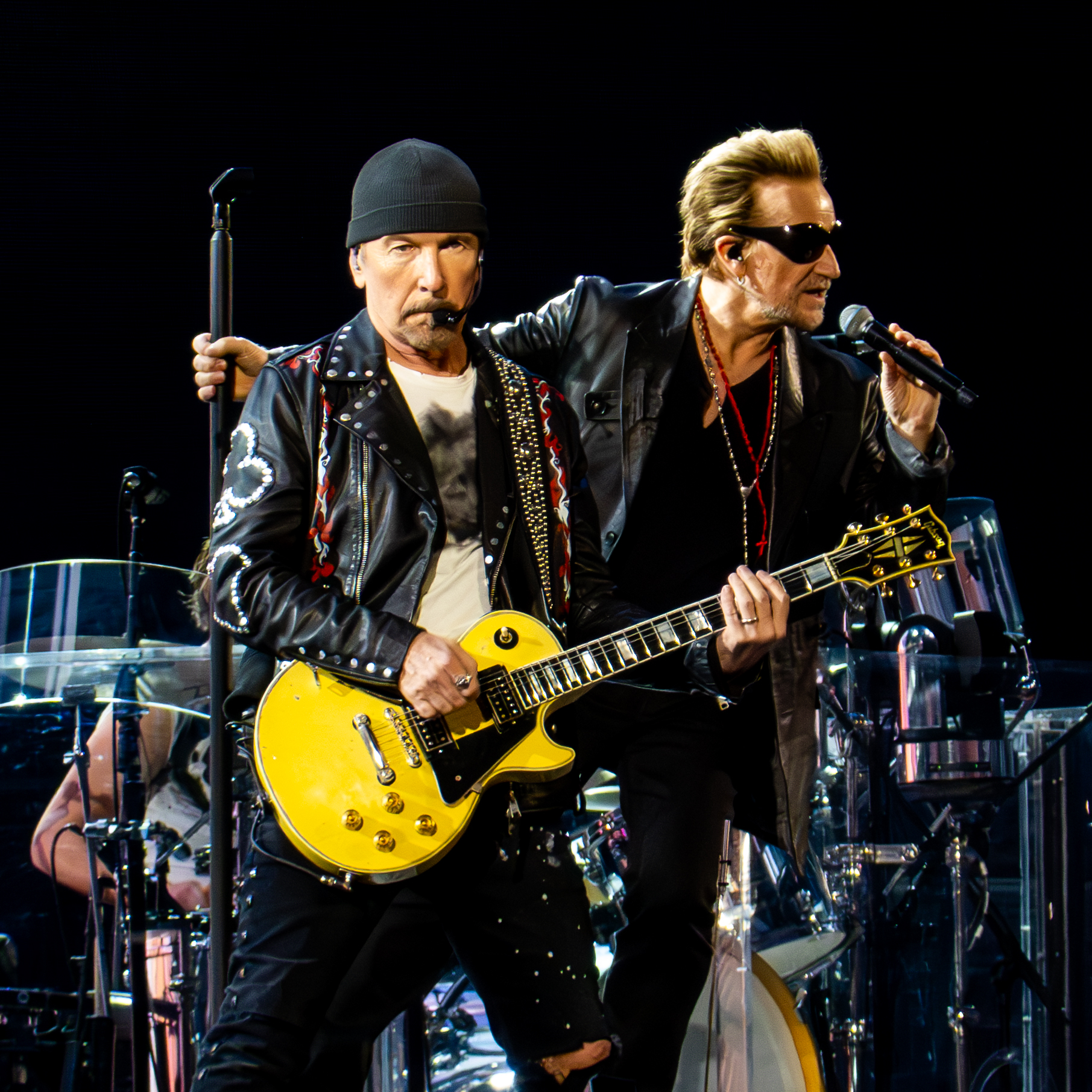
《Achtung Baby》를 녹음하기 전, 디 에지와 보노 (2024년 사진)는 다른 밴드 멤버들과는 별개로 더욱 긴밀하게 함께 작곡 작업을 시작했다.

그들의 상업적인 인기에도 불구하고, 이 그룹은 창의적으로 불만족스러웠다. 리드 보컬 보노는 그들이 음악적으로 그들의 성공에 준비가 되어있지 않다고 믿었고, 드러머 래리 멀런 주니어는 "우리가 가장 컸지만, 우리가 최고는 아니었다"고 말했다. 1989년 이 밴드의 Lovetown Tour에 의해, 그들은 그들의 최고 히트곡을 연주하는 것에 싫증이 났다. U2는 《Rattle and Hum》과 Lovetown Tour에서 블루스 음악가 B.B. 킹과 함께 한 이 그룹의 협업을 관객들이 오해하고 있다고 믿고 있으며, 그들은 이 그룹을 "막다른 골목으로 내려가는 여행"이라고 묘사했다. 보노는 돌이켜보면, 흑인 음악을 듣는 것이 이 그룹이 《Achtung Baby》와 같은 작품을 만들 수 있게 해준 반면, 포크 음악에 대한 그들의 경험은 그가 작사가로서 발전하는 데 도움을 주었다고 말했다. Lovetown Tour가 끝나갈 무렵, 보노는 무대에서 "U2를 위한 무언가의 끝"이라고 발표했고, "우리는 떠나야 하고... 다시 모든 것을 꿈꿔야 합니다."라고 발표했다. 투어에 이어, 이 그룹은 시작되었는데, 당시는 공개 공연과 음반 발매로부터 가장 긴 휴식이었다.
그들 자신의 음악적 정체감과 비평가들에게 반응하여 U2는 새로운 음악적 기반을 찾았다. 그들은 자신들이 작곡에서 지나치게 향수를 추구했다는 것을 깨닫고 나서 《Rattle and Hum》의 〈God Part II〉를 썼다. 이 곡은 보노가 《Achtung Baby》의 방향에 더 가깝다고 말한 보다 현대적인 느낌을 가지고 있었다. 더 많은 변화의 조짐은 1990년에 그들이 만든 두 개의 녹음이었다. 첫 번째는 U2가 처음으로 일렉트로닉 댄스 비트와 힙합 요소를 사용한 《Red Hot + Blue》 발매를 위한 〈Night and Day〉의 커버 버전이었다. 두 번째 변화는 보노와 기타리스트 디 에지가 《시계태엽 오렌지》의 무대 적응의 원래 점수에 기여한 것이다. 그들이 쓴 자료의 대부분은 실험적인 것이었으며, 보노에 따르면 "《Achtung Baby》를 위한 준비물"이라고 한다. 그 연주에 부적절하다고 여겨지는 생각은 그 밴드의 사용을 위해 남겨졌다. 이 기간 동안 보노와 디 에지는 멀런이나 베이시스트 애덤 클레이턴 없이 점점 더 함께 곡을 쓰기 시작했다.
1990년 중반, 보노는 그가 호주에서 쓴 Lovetown Tour에 관한 자료를 검토했고, 그 그룹은 더블린의 STS 스튜디오에서 데모를 녹음했다. 데모는 후에 〈Who's Gonna Ride Your Wild Horses〉, 〈Until the End of the World〉, 〈Even Better Than the Real Thing〉 그리고 〈Mysterious Ways〉으로 발전했다. STS 스튜디오에서 작업한 후, 보노와 디 에지는 그룹이 다시 활동할 때까지 가사와 멜로디를 계속 작업하는 임무를 맡았다. 음반 세션에 들어가면서, U2는 그 레코드가 과거의 작업에서 완전히 벗어나기를 원했지만, 그들은 이것을 어떻게 달성해야 할지 확신하지 못했다. 영국에서의 매드체스터 장면의 등장은 그들이 어떤 특정한 음악적 장면에 어떻게 어울릴지에 대해 혼란스럽게 만들었다.

## 커버 아트
《Achtung Baby》의 커버 아트는 디자인 회사 웍스 어소시에이츠의 직원 두 명인 스티브 애버릴과 숀 맥그래스가 맡았다. 애버릴은 U2의 오랜 음반 커버 디자이너였으며, 맥그래스는 막 입사한 신참 디자이너였다. 밴드의 음악적 방향 전환과 병행하여, 애버릴과 맥그래스는 이전 U2 음반들의 대개 단색 톤이 강조된 진지한 이미지들과는 대조적으로, 다채로운 컬러 이미지들을 활용한 커버 디자인을 구상했다. 녹음 초기 단계부터 러프 스케치와 디자인이 이루어졌고, 댄스 음악 음반의 커버를 연상케 하는 실험적인 시안도 함께 제작되었다. 애버릴은 "우리가 얼마나 극단적으로 갈 수 있는지를 보여주기 위해 이런 디자인들을 만들었고, 이후 모두가 만족할 수 있는 수준으로 돌아왔다. 하지만 우리가 이런 극단을 시도하지 않았다면 지금의 커버는 나올 수 없었을 것"이라고 회상했다.

## 곡 목록
모든 곡들은 U2에 의해 작사/작곡하였다.
| #   | 제목                                           | 프로듀서                                 | 재생 시간 |
| --- | ---------------------------------------------- | ---------------------------------------- | --------- |
| 1.  | 〈Zoo Station〉                                | 다니엘 라누아                            | 4:36      |
| 2.  | 〈Even Better Than the Real Thing〉            | 스티브 릴리와이트, 브라이언 이노, 라누아 | 3:41      |
| 3.  | 〈One〉                                        | 라누아, 이노                             | 4:36      |
| 4.  | 〈Until the End of the World〉                 | 라누아, 이노                             | 4:39      |
| 5.  | 〈Who's Gonna Ride Your Wild Horses〉          | 릴리와이트, 라누아, 이노                 | 5:16      |
| 6.  | 〈So Cruel〉                                   | 라누아                                   | 5:49      |
| 7.  | 〈The Fly〉                                    | 라누아                                   | 4:29      |
| 8.  | 〈Mysterious Ways〉                            | 라누아, 이노                             | 4:04      |
| 9.  | 〈Tryin' to Throw Your Arms Around the World〉 | 라누아, 이노                             | 3:53      |
| 10. | 〈Ultraviolet (Light My Way)〉                 | 라누아, 이노                             | 5:31      |
| 11. | 〈Acrobat〉                                    | 라누아                                   | 4:30      |
| 12. | 〈Love Is Blindness〉                          | 라누아                                   | 4:23      |

## 인증
| 국가                                                                                         | 인증        | 판매량/출하량 |
| -------------------------------------------------------------------------------------------- | ----------- | ------------- |
| 아르헨티나 (CAPIF)                                                                           | 플래티넘    | 60,000^       |
| 오스트레일리아 (ARIA)                                                                        | 5× 플래티넘 | 350,000^      |
| 오스트리아 (IFPI 오스트리아)                                                                 | 플래티넘    | 50,000*       |
| 브라질 (Pro-Música Brasil)                                                                   | 골드        | 180,000       |
| 캐나다 (뮤직 캐나다)                                                                         | 다이아몬드  | 1,000,000^    |
| 덴마크 (IFPI Danmark)                                                                        | 2× 플래티넘 | 40,000        |
| 프랑스 (SNEP)                                                                                | 2× 플래티넘 | 600,000*      |
| 독일 (BVMI)                                                                                  | 플래티넘    | 500,000^      |
| 이탈리아 (FIMI) sales since 2009                                                             | 골드        | 25,000*       |
| 일본 (RIAJ)                                                                                  | 골드        | 100,000^      |
| 네덜란드 (NVPI)                                                                              | 플래티넘    | 100,000^      |
| 뉴질랜드 (RMNZ)                                                                              | 5× 플래티넘 | 75,000^       |
| 노르웨이 (IFPI 노르웨이)                                                                     | 플래티넘    | 50,000*       |
| 스페인 (PROMUSICAE)                                                                          | 플래티넘    | 100,000^      |
| 스웨덴 (GLF)                                                                                 | 플래티넘    | 100,000^      |
| 스위스 (IFPI 스위스)                                                                         | 골드        | 25,000^       |
| 영국 (BPI)                                                                                   | 4× 플래티넘 | 1,200,000^    |
| 미국 (RIAA) album                                                                            | 8× 플래티넘 | 8,000,000^    |
| 미국 (RIAA) video                                                                            | 플래티넘    | 100,000^      |
| *판매량을 기반으로 한 인증 · ^출하량을 기반으로 한 인증 · 판매량+스트리밍을 기반으로 한 인증 |             |               |